# BEACOPP
Das BEACOPP-Schema ist eine Zytostatische Therapie, welche durch die deutsche Hodgkin Studiengruppe entwickelt wurde.
Unter dem BEACOPP-Schema versteht man eine Chemotherapie mit folgenden Medikamenten in folgender Dosierung:
BEACOPP basis in der Reihenfolge der Verabreichung:
(mg/m² = Menge/Körperoberfläche)
| C yclophosphamid         | 650 mg/m²             | i.v. | Tag 1    |
| E toposid(phosphat)      | 100 mg/m²             | i.v. | Tag 1–3  |
| A driamycin              | 25 mg/m²              | i.v. | Tag 1    |
| P rocarbazin             | 100 mg/m²             | p.o. | Tag 1–7  |
| Vincristin (= O ncovin®) | 1,4 mg/m² (max. 2 mg) | i.v. | Tag 8    |
| B leomycin               | 10 mg/m²              | i.v. | Tag 8    |
| P redniso(lo)n           | 40 mg/m²              | p.o. | Tag 1–14 |

BEACOPP eskaliert:
| Cyclophosphamid    | 1200 mg/m² KO/Tag     | i.v. | Tag 1    |
| Etoposid(phosphat) | 200 mg/m²             | i.v. | Tag 1–3  |
| Adriamycin         | 35 mg/m²              | i.v. | Tag 1    |
| Procarbazin        | 100 mg/m²             | p.o. | Tag 1–7  |
| Vincristin         | 1,4 mg/m² (max. 2 mg) | i.v. | Tag 8    |
| Bleomycin          | 10 mg/m²              | i.v. | Tag 8    |
| Predniso(lo)n      | 40 mg/m²              | p.o. | Tag 1–14 |

Die Dauer eines Zyklus ist 21 Tage. Hierbei dienen Tag 15–21 der Erholung. Hier werden keine Medikamente verabreicht. Die Zyklusdauer kann auch 14 Tage betragen, in diesem Fall entfällt die Erholungsphase.
Normalerweise werden acht, manchmal auch sechs Zyklen durchgeführt. Wenn es medizinisch angezeigt ist, können die i.v. Medikamentengaben am Tag 8 entfallen. Dies geschieht dann meist in den späteren Zyklen.
Die Therapie findet im Normalfall ambulant statt.
In der Therapie des fortgeschrittenen Hodgkin-Lymphoms stellt die Balance zwischen Wirksamkeit und Verträglichkeit, also die Reduktion von Nebenwirkungen bei gleichbleibend gutem Therapieerfolg, ein wesentliches Ziel dar. Hierzu führt die GHSG die "Targeted BEACOPP"-Studie (NCT01569204) durch: Die beiden Chemotherapeutika Vincristin und Bleomycin werden durch das Antikörper-Wirkstoff-Konjugat Brentuximab-Vedotin ersetzt mit dem Ziel, bei verminderter Toxizität eine Wirkungsverbesserung zu erreichen. Eine Zwischenauswertung ergab keine Hinweise auf eine erhöhte Toxizität oder verminderte Wirksamkeit. Nach den positiven Ergebnissen der HD21-Studie bezeichnet die GHSG das BrECADD-Schema als „neuen Standard beim fortgeschrittenen Hodgkin-Lymphom“.

## Indikation
Das BEACOPP-Schema wird bei fortgeschrittenem Morbus Hodgkin angewandt.